# Río Sorga
El río Sorga es un curso de agua del noroeste de la península ibérica, afluente del Arnoya. Discurre por la provincia de Orense.

## Curso
El río, que discurre por la provincia española de Orense, nace de dos arroyos. En su curso, baña lugares como Sanguñedo, Sorga, San Munio de Veiga, Berredo, Celanova, Orga, Verea, San Payo de Veiga, Morillones, Bobadela y Barja, donde desagua en el Arnoya. Aparece descrito en el decimocuarto volumen del Diccionario geográfico-estadístico-histórico de España y sus posesiones de Ultramar de Pascual Madoz con las siguientes palabras:

SORGA: r. en la prov. de Orense, el cual se forma de 2 arroyos, uno de los que nace en el monte de Orille, y el otro en San Martín de Domés á 1/2 leg de Celanova. Baña por su der. los l. de Sanguñedo, Sorga, San Munio de Veiga, Berredo, parte de la felig. de Celanova, Orga, y Barja; y por la izq. los de Varea, San Payo de Veiga, Morillones donde recibe un arroyo, y Bobadela, desaguando en el r. Arnoya en las inmediaciones de Barja. Su prinicipal puente es el de Ribero, los demas son pontillones de madera para servicio de los molinos harineros que hay en sus márgenes; sus aguas suelen casi agotarse en el estio por las muchas que se le estraen para el riego, y cria anguilas y truchas esquisitas.
(Madoz, 1849, p. 450)